# Saint Agur Blue
El Saint Agur és una marca de formatge industrial de pasta granulada que pertany al grup alimentari productor de formatges Bongrain. Aquest formatge és fabricat per la Compagnie Fromagère de la Vallée de l'Ance (CFVA) a Beauzac al departament de l'Alt Loira a la regió d'Alvèrnia.
És un formatge que surt dels circuits de producció artesanal i com a curiositat cal dir que cap sant s'ha anomenat mai Agur, ni tampoc hi ha cap població a França amb aquest nom.

## Fabricació
És un formatge de llet de vaca pasteuritzada i de pasta tova i granulada. Es qualifica com un formatge relativament fort i cremós.

## Degustació
Es pot menjar tot l'any, ja que la llet que s'usa per produir-lo prové de diferents territoris francesos, d'alt rendiment, i a més es pasteuritza.